# Stadio Marc'Antonio Bentegodi
Stadio Marc'Antonio Bentegodi,  är en fotbollsarena i Verona, Italien. Arenan är hemmaplan för fotbollsklubbarna Hellas Verona och ChievoVerona.
Under fotbolls-VM 1990 spelades tre gruppspelsmatcher och en åttondelsfinal här.